# Rodney Hood
Rodney Michael Hood (20 de outubro de 1992) é um americano jogador de basquete profissional do Los Angeles Clippers da National Basketball Association (NBA).
Ele jogou basquete universitário na Universidade Estadual do Mississippi e em Duke e foi selecionado pelo Utah Jazz como a 23ª escolha geral no Draft da NBA de 2014.

## Carreira no ensino médio
Hood frequentou a Meridian High School em Meridian, Mississippi. Em seu terceiro ano, temporada de 2009-10, ele teve médias de 22,1 pontos, 6,2 rebotes e 4,4 assistências enquanto liderava os Wildcats para as finais da Classe 6A. O Meridian perdeu na final do Mississippi High School Activities Association para o Starkville por 57-51.
Em seu último ano, Hood teve médias de 24,8 pontos, 8,6 rebotes, 6,4 assistências, 3,1 roubos de bola e 2 bloqueios. Ele impulsionou o Meridian para um recorde de 29–2 e os ajudou a conquistar o título da Classe 6A. Durante as semifinais desse torneio, ele marcou 27 pontos quando Meridian derrotou Starkville por 72-43; e na final contra Vicksburg, ele marcou 24 pontos no caminho para a vitória por 62–47.
Considerado um recruta cinco estrelas pela Rivals.com, Hood foi classificado como o 5º melhor Ala e o 16º melhor jogador do país em 2011. Em outubro de 2010, ele se comprometeu com a Universidade Estadual do Mississippi.

## Carreira universitária
Como um calouro em Mississippi, Hood foi titular em 29 dos 32 jogos que jogou na temporada de 2011-12. Ele foi nomeado para a Equipe de Calouros da Southeastern Conference (SEC) após ter médias de 10,3 pontos, 4,8 rebotes e 2,0 assistências.
Em julho de 2012, Rodney foi transferido para Duke. Apesar de ter que ficar de fora da temporada de 2012-13 de acordo com as regras de transferência da NCAA, ele ajudou consistentemente a equipe e rapidamente se estabeleceu como um dos melhores jogadores da equipe.
Em seu segundo ano em Duke, ele foi selecionado como o capitão da equipe na temporada de 2013–14. Ele jogaria em 35 partidas, sendo titular em 33 delas, e tera uma média de 16,1 pontos, 3,9 rebotes e 2,1 assistências em 32,9 minutos. Ele foi selecionado para a Segunda-Equipe da Atlantic Coast Conference (ACC) por seu desempenho.
Em abril de 2014, Hood se declarou para o draft da NBA, desistindo de seus dois anos finais de elegibilidade universitária.

## Carreira profissional

### Utah Jazz (2014–2018)
Em 26 de junho de 2014, Hood foi selecionado pelo Utah Jazz como a 23ª escolha no Draft da NBA de 2014, mais tarde assinando seu contrato de novato com a equipe em 11 de julho. Em 16 de março de 2015, ele marcou 24 pontos e ajudou o Jazz a vencer o Charlotte Hornets por 94-66.
Depois de solidificar seu papel na equipe titular, Hood foi titular em todos os 79 jogos que disputou na temporada de 2015-16. Ele se estabeleceu como uma opção ofensiva e um recurso confiável em todos os lugares. Hood teve 61 jogos com dois dígitos e 15 jogos com mais de 20 pontos. Em 2 de janeiro de 2016, ele marcou 32 pontos contra o Memphis Grizzlies, com o Jazz garantindo uma vitória por 92-87.
Na abertura da temporada de 2016-17 em 25 de outubro, Hood marcou 26 pontos na derrota de 113–104 para o Portland Trail Blazers. Em 13 de janeiro de 2017, ele marcou 27 pontos durante uma vitória por 110-77 sobre o Detroit Pistons. Em 5 de março, ele registrou 28 pontos quando o Jazz derrotou o Sacramento Kings por 110-109.
Na temporada de 2017-18, Hood marcou 25 pontos, 15 pontos no terceiro quarto, enquanto ajudou o Jazz a derrotar o Dallas Mavericks por 104-89. Em 18 de novembro, durante uma vitória por 125-85 sobre o Orlando Magic, ele marcou 31 pontos. Hood não terminou a temporada com Utah pois foi negociado.

### Cleveland Cavaliers (2018–2019)
Em 8 de fevereiro de 2018, Hood foi adquirido pelo Cleveland Cavaliers em uma troca de três equipes que também envolveu o Sacramento Kings. Em sua estreia pelos Cavaliers, três dias depois, ele marcou 15 pontos durante uma vitória por 121–99 sobre o Boston Celtics. Os Cavaliers chegaram às finais da NBA de 2018, mas perderia por 4-0 para o Golden State Warriors.
Em 10 de setembro de 2018, Hood renovou seu contrato com os Cavaliers. Em 30 de outubro, em uma vitória de 136-114 sobre o Atlanta Hawks, ele marcou 26 pontos para ajudar a vencer a sequência de seis derrotas do Cleveland.

### Portland Trail Blazers (2019–2021)
Em 4 de fevereiro de 2019, Hood foi negociado com o Portland Trail Blazers em troca de Nik Stauskas, Wade Baldwin IV e duas futuras escolhas de segunda rodada.
Em 3 de março de 2019, ele marcou 27 pontos, todos no segundo tempo, na vitória por 118–108 sobre o Charlotte Hornets. No Jogo 6 da segunda rodada dos playoffs contra o Denver Nuggets, Hood marcou 25 pontos em uma vitória por 119-108. Pela terceira temporada consecutiva, todos com times diferentes, Hood foi eliminado dos playoffs em uma varredura de 4 jogos pelo Golden State Warriors.
Em 6 de dezembro de 2019, os Trail Blazers anunciaram que Hood ficaria fora pelo resto da temporada de 2019-20 e pode perder o início da próxima temporada também, já que sofreu uma lesão no tendão de Aquiles durante uma derrota de 136-113 para o Los Angeles Lakers.

### Toronto Raptors (2021–Presente)
Em 25 de março de 2021, Hood e Gary Trent Jr. foram negociados com o Toronto Raptors em troca de Norman Powell.

## Estatísticas

### NBA

#### Temporada regular
| Ano      | Equipe    | PJ  | PT  | MPJ  | AP   | 3P   | LL   | RT  | AS  | BR  | TO  | PPJ  |
| -------- | --------- | --- | --- | ---- | ---- | ---- | ---- | --- | --- | --- | --- | ---- |
| 2014–15  | Utah      | 50  | 21  | 21.3 | .414 | .365 | .763 | 2.3 | 1.7 | .6  | .2  | 8.7  |
| 2015–16  | Utah      | 79  | 79  | 32.2 | .420 | .359 | .860 | 3.4 | 2.7 | .9  | .2  | 14.5 |
| 2016–17  | Utah      | 59  | 55  | 27.0 | .408 | .371 | .783 | 3.4 | 1.6 | .6  | .2  | 12.7 |
| 2017–18  | Utah      | 39  | 12  | 27.8 | .424 | .389 | .876 | 2.8 | 1.7 | .8  | .2  | 16.8 |
| 2017–18  | Cleveland | 21  | 11  | 25.3 | .442 | .352 | .813 | 2.6 | 1.4 | .7  | .2  | 10.8 |
| 2018–19  | Cleveland | 45  | 45  | 27.4 | .427 | .362 | .912 | 2.5 | 2.0 | .8  | .1  | 12.2 |
| 2018–19  | Portland  | 27  | 4   | 24.4 | .452 | .345 | .805 | 1.7 | 1.3 | .8  | .3  | 9.6  |
| 2019–20  | Portland  | 21  | 21  | 29.5 | .506 | .493 | .778 | 3.4 | 1.5 | .8  | .2  | 11.0 |
| 2020–21  | Portland  | 38  | 5   | 19.1 | .363 | .298 | .750 | 1.9 | 1.2 | .5  | .1  | 4.7  |
| Carreira | Carreira  | 379 | 253 | 26.0 | .428 | .370 | .815 | 2.6 | 1.6 | 0.7 | 0.1 | 11.2 |

#### Playoffs
| Ano      | Equipe    | PJ | PT | MPJ  | AP   | 3P   | LL   | RT  | AS  | BR  | TO  | PPJ |
| -------- | --------- | -- | -- | ---- | ---- | ---- | ---- | --- | --- | --- | --- | --- |
| 2017     | Utah      | 11 | 0  | 25.2 | .352 | .260 | .611 | 2.7 | 1.1 | .5  | .0  | 8.9 |
| 2018     | Cleveland | 17 | 1  | 15.3 | .424 | .167 | .750 | 1.8 | 1.1 | .3  | .2  | 5.4 |
| 2019     | Portland  | 16 | 0  | 23.3 | .468 | .353 | .818 | 2.3 | .9  | .4  | .2  | 9.9 |
| Carreira | Carreira  | 44 | 1  | 21.2 | .414 | .260 | .726 | 2.2 | 1.0 | 0.4 | 0.1 | 8.0 |

### Universidade
| Ano      | Equipe            | PJ | PT | MPJ  | AP   | 3P   | LL   | RT  | AS  | BR  | TO  | PPJ  |
| -------- | ----------------- | -- | -- | ---- | ---- | ---- | ---- | --- | --- | --- | --- | ---- |
| 2011–12  | Mississippi State | 32 | 29 | 32.8 | .443 | .364 | .659 | 4.8 | 2.0 | .4  | .4  | 10.3 |
| 2013–14  | Duke              | 35 | 33 | 32.9 | .464 | .420 | .807 | 3.9 | 2.1 | .7  | .3  | 16.1 |
| Carreira | Carreira          | 67 | 62 | 32.8 | .453 | .392 | .733 | 4.3 | 2.0 | 0.5 | 0.3 | 13.2 |

## Vida pessoal
Em 3 de janeiro de 2016, a noiva de Hood, Richa Jackson, deu à luz ao primeiro filho do casal. Em 29 de julho de 2016, Hood se casou com Jackson em Oklahoma.